# Bahaula
Bahaula (Baháʼu'lláh; persijski: بهاءالله ; 12. november 1817 – 29. maj 1892), rođen Mírza Husejn-Ali Nuri (pers. میرزا حسین‌علی نوری), bio je persijski religiozni lider, i osnivač bahaizma, koji se zalagao za univerzalni mir i jedinstvo među svim rasama, nacijama i religijama, osnivač religije Bahai.
Bahaula je odrastao bez formalnog obrazovanja, ali je bio načitan i religiozan. Njegova porodica je bila prilično bogata, a sa 22 godine odbio je položaj u vladi, umesto da je upravljao porodičnom imovinom i donirao značajno vreme i novac u dobrotvorne svrhe. U svojoj 27. godini, Bahaula je postao sljedbenik Baba, persijskog trgovca koji je počeo da propoveda da će Bog uskoro poslati novog proroka sličnog Isusu ili Muhamedu. Iranske vlasti su pogubile Baba i hiljade sledbenika zbog njihovih verovanja. Bahaula se suočio sa izgnanstvom iz svog rodnog Irana, i u Bagdadu je 1863. godine tvrdio da je očekivani prorok kojeg je Bab prorekao. Stoga, bahaisti smatraju da je Bahaula Božija manifestacija, koja ispunjava eshatološka očekivanja islama, hrišćanstva i drugih velikih religija.
Bahaula se suočio s daljnjim zatvorskim kaznama od strane osmanskih vlasti, u početku u Jedrenama, a na kraju u zatvorskom gradu Ako (u današnjem Izraelu), gde je proveo svoje poslednje 24 godine života. Njegovo mesto sahrane je hodočasničko odredište njegovih sledbenika, a Svetski centar bahaizma se nalazi u obližnjoj Hajfi.

## Radovi
Bahaula je napisao mnogo tekstova, od kojih je do sada samo jedan deo preveden na engleski jezik. Idntifikovano je oko 15.000 radova koje je napisao. Mnogi od njih su u obliku kratkih pisama ili bahajskih natpisa, mada je on takođe napisao veće komade, uključujući Skrivene reči, Sedam dolina, Knjigu izvesnosti (Kitab-i-Ikan) i Kitab-i-Akdas. Ukupan obim njegovih dela je više od 70 puta veći od Kurana i više od 15 puta veći od kombinovanog Starog i Novog zaveta Biblije.
Knjige i pisma koja je napisao Bahaula pokrivaju religioznu doktrinu, proklamacije njegovih tvrdnji, socijalna i moralna učenja kao i bahaiske zakone. On je napisao mnoge molitve. Džinab-i-Fadil-i-Mazindarani, analizirajući Bahauline zapise, navodi da je pisao u različitim stilovima ili kategorijama, uključujući tumačenje religioznog pisma, izricanje zakona i uredbi, mistične zapise, zapise o vladi i svetu reda, uključujući pisma kraljevima sveta i vladarima sveta, pisanja o znanju, filozofiji, medicini i alhemiji, pisanja koja pozivaju na obrazovanje, dobar karakter i vrline, i pisanje o društvenim učenjima. Svi Bahaulova dela se u bahaizmu smatraju otkrivenjem, čak i ona koja su napisana pre nego što je objavio svoju proročku tvrdnju.

## Učenja

### Bog
Bahajski koncept Boga je monoteistički. Bog je jedan nestvoreni neprolazni entitet koji je apsolutni i krajnji izvor svega postojanja. Bahaula nedvosmisleno uči „postojanje i jedinstvo ličnog Boga, nepoznatog, nepristupačnog, izvora svih Otkrivenja, večnog, sveznajućeg, sveprisutnog i svemogućeg“.

### Recepti za ispravan život
Bahaula poziva svakog Baha'ija da živi pravedan, zdrav, produktivan život, koji se odlikuje dobrim manirima i moralnim vrlinama kao što su istinitost, poštenje, pouzdanost, strpljenje, ljubaznost, gostoprimstvo, vernost, čistoća, čednost, umerenost , strpljivost, pravda i pravičnost. On podstiče vernike da se druže sa pripadnicima svih vera na prijateljski i pun ljubavi, osuđuje i zabranjuje sve oblike verskog nasilja, uključujući i džihad. Bahaulaova osnovna poruka njegovim sledbenicima je da ulože sve napore da služe čovečanstvu i da sarađuju sa pojedincima koji imaju isto mišljenje[171] u svim naporima da se unapredi proces ujedinjenja sveta na načine koji su ugodni Bogu.

### Nasleđe i Bahaullahov savez
Bahaula je stvorio izričit Savez sa Bahajima u svojoj volji i testamentu koji je u potpunosti napisan njegovom rukom i poznat je kao „Knjiga mog saveza“. Otpečaćen je i pročitan pred svedocima i članovima njegove porodice devetog dana nakon njegove smrti 1892. godine. Da bi obezbedio jednu centralnu tačku stalnog vođenja, koja bi mogla da razjasni i protumači njegove spise po potrebi, u svom testamentu Bahaula je poverio vođstvo Baha'ije vere svom najstarijem sinu ʻAbdu'l-Baha-u tako što je imenovao svog naslednik, jedini ovlašćeni tumač njegovih spisa, savršen primer njegovog učenja i centar njegovog saveza sa svim Bahajima.

## Bibliografija
- Savi, Julio (2012). Baháʼu'lláh's Persian Poems Written before 1863 in: Lights of Irfan, volume 13. Wilmette, IL. pp. 317–361.
- Taherzadeh, A. (1976). The Revelation of Baháʼu'lláh, Volume 1: Baghdad 1853-63. Oxford, UK: George Ronald. ISBN 978-0-85398-270-8.
- Taherzadeh, A. (1977). The Revelation of Baháʼu'lláh, Volume 2: Adrianople 1863-68. Oxford, UK: George Ronald. ISBN 978-0-85398-071-1.
- Taherzadeh, A. (1984). The Revelation of Baháʼu'lláh, Volume 3: ʻAkka, The Early Years 1868-77. Oxford, UK: George Ronald. ISBN 978-0-85398-144-2.
- Taherzadeh, A. (1987). The Revelation of Baháʼu'lláh, Volume 4: Mazra'ih & Bahji 1877-92. Oxford, UK: George Ronald. ISBN 978-0-85398-270-8.
- Winters, Jonah (2002). Notes and Commentary on the Tablets of Baháʼu'lláh: Wilmette Institute study materials.

## Literatura
- Baháʼu'lláh (2003) [Composed 1862]. Kitáb-i-Íqán: The Book of Certitude. Wilmette, Illinois: Baháʼí Publishing Trust. ISBN 978-1-931847-08-7.
- Balyuzi, H.M. (2000). Baháʼu'lláh: King of Glory. Oxford, UK: George Ronald. ISBN 978-0-85398-328-6.
- Bausani, A.; MacEoin, D. (15. 12. 1982). „ʿABD-AL-BAHĀʾ”. Encyclopædia Iranica. 1. III. стр. 102—104.
- Browne, E.G. (1918). Materials for the Study of the Babi Religion. Cambridge University Press.
- Browne, E.G. (1889). „Bábism”. Religious Systems of the World: A Contribution to the Study of Comparative Religion. London: Swann Sonnenschein.
- Buck, Christopher (2004). „The eschatology of Globalization: The multiple-messiahship of Bahā'u'llāh revisited”.  Ур.: Sharon, Moshe. Studies in Modern Religions, Religious Movements and the Bābī-Bahā'ī Faiths. Boston: Brill. стр. 143—178. ISBN 90-04-13904-4.
- Buck, Christopher (jun 1998). „The Kitab-i Iqan: An Introduction to Baha'u'llah's Book of Certitude”. Occasional Papers in Shaykhi, Babi and Baha'i Studies. 2 (5).
- Cole, Juan (1982). „The Concept of Manifestation in the Baháʼí Writings”. Baháʼí Studies. monograph 9: 1—38.
- Cole, Juan (15. 12. 1988). „Baha'-allah”. Encyclopædia Iranica. 4. III. стр. 422—429.
- Cole, Juan (14. 8. 1996). „A Brief Biography of Baha'u'llah”. Приступљено 1. 11. 2019.
- Daume; Daphne (1988). „The Baháʼí Faith”. Britannica Book of the Year. Chicago: Encyclopædia Britannica. ISBN 978-0-85229-486-4.
- Effendi, Shoghi (1944). God Passes By. Wilmette, Illinois: Baháʼí Publishing Trust. ISBN 978-0-87743-020-9.
- Esslemont, J.E. (1980). Baháʼu'lláh and the New Era (5th изд.). Wilmette, Illinois: Baháʼí Publishing Trust. ISBN 978-0-87743-160-2.
- Farah, Caesar E. (1970). Islam: Beliefs and Observances. Woodbury, NY: Barron's Educational Series.
- Fádil-i-Mázindarání, Asadu'lláh (1967). Asráu'l-Át͟hár, Vol.I. Tehran, Iran: Baháʼí Publishing Trust. стр. 453.
- Hatcher, W.S.; Martin, J.D. (1998). The Baháʼí Faith: The Emerging Global Religion. Wilmette, IL: Baháʼí Publishing Trust. ISBN 978-0-87743-264-7.
- Hornby, Helen, ур. (1983). Lights of Guidance: A Baháʼí Reference File. New Delhi, India: Baháʼí Publishing Trust. ISBN 978-81-85091-46-4.
- Hutter, Manfred (2005). „Bahā'īs”.  Ур.: Jones, Lindsay. Encyclopedia of Religion. 2 (2nd изд.). Detroit: Macmillan Reference USA. стр. 737—740. ISBN 978-0-02-865733-2.
- MacEoin, Dennis (15. 12. 1987). „Azali Babism”. Encyclopædia Iranica. 2. III. стр. 179—181.
- MacEoin, Dennis (15. 12. 1988). „BĀB, ʿAli Moḥammad Širāzi”. Encyclopædia Iranica. 3. III. стр. 422—429.
- Momen, Moojan (1977) [published 1981]. The Bábí and Baháʼí religions 1844–1944: some contemporary western accounts. Oxford, UK: George Ronald. стр. xv, xvi, 4, 11, 26—38, 62—5, 83—90, 100—104. ISBN 978-0-85398-102-2.
- Momen, Moojan (1995). Buddhism And The Baha'i Faith: An Introduction to the Baha'i Faith for Theravada Buddhists. Oxford, UK: George Ronald. ISBN 978-0-85398-384-2.
- Momen, Moojan (2000). Islam and the Baháʼí Faith. Oxford, UK: George Ronald. ISBN 978-0-85398-446-7.
- Momen, Moojan (2004). „Baha'i Faith and Holy People”.  Ур.: Jestice, Phyllis G. Holy People of the World: A Cross-cultural Encyclopedia, volume 3. Santa Barbara, CA: ABC-CLIO. ISBN 978-1-57607-355-1.
- Saiedi, Nader (2008). Gate of the Heart. Waterloo, ON: Wilfrid Laurier University Press. ISBN 978-1-55458-035-4.
- Salmání, Ustád Muhammad-ʻAlíy-i (1982). My Memories of Baháʼu'lláh. Los Angeles, California: Kalimát Press.
- Sears, William (2002) [Composed 1961]. Thief in the Night. Oxford, UK: George Ronald. ISBN 978-0-85398-008-7.
- Smith, Peter (1987). The Bábí & Baháʼí Religions: From Messianic Shí'ism to a World Religion. Cambridge: The University Press. ISBN 978-0-521-30128-2.
- Smith, Peter (2000). A concise encyclopedia of the Baháʼí Faith. Oxford: Oneworld Publications. ISBN 978-1-85168-184-6.
- Smith, Peter (2008). An Introduction to the Baha'i Faith. Cambridge: Cambridge University Press. ISBN 978-0-521-86251-6.
- Taherzadeh, Adib (2000). The Child of the Covenant. Oxford, UK: George Ronald. ISBN 978-0-85398-439-9.
- Marks, Geoffry W, ур. (1996). Messages from the Universal House of Justice 1963–86. Universal House of Justice. Wilmette, IL: Baha'i Publishing Trust. ISBN 978-0-87743-239-5.

## Spoljašnje veze
- Bahaula на сајту Пројекат Гутенберг (језик: енглески)
- Bahaula на сајту Internet Archive (језик: енглески)
- Bahaula на сајту LibriVox (језик: енглески)